# Oberto II di Milano
Oberto II (... – dopo il 1050) è stato un nobile italiano di stirpe longobarda, membro della dinastia obertenga. Fu conte palatino e marchese di Milano.

## Biografia
Figlio di Oberto I e di Guilla di Bonifazio, marchese di Spoleto.
Successe al padre Oberto I morto nel 975, assieme a suo fratello Adalberto I, come conte palatino, margravio di Milano, conte di Luni, Genova e Tortona, con diritti su Bobbio, Pavia, Piacenza, Cremona, Parma e territori nei comitati di Padova, fra cui Monselice, Ferrara, Gavello (Rovigo) e nella Marca di Tuscia.
Nel 1002 si unì ad Arduino d'Ivrea nella rivolta contro Enrico II il Santo, imperatore del Sacro Romano Impero. Fu progenitore delle casate degli Este, e dei Welfen cadetti, dei Brunswick-Lüneburg, degli Hannover, e dei Malaspina.
Nel 1050 era conte di Luni.

## Discendenza
Dalla moglie Railenda (Rylenda), figlia del conte Riprando e vedova di Sigifredo, conte di Seprio, Oberto ebbe i seguenti figli:
- Ugo (*? †1029/1040),[1] margravio di Milano;
- Alberto Azzo I[1] (*? †1029), margravio di Milano;
- Berta[1] (*? †1037), sposò prima Arduino d'Ivrea e quindi Olderico Manfredi II;
- Adalberto IV (*? †1034),[1] marchese;
- Anselmo (*? †1047?);[1]
- Oberto (? †dopo 994), conte di Vicenza;[1]
- Guido (*? †?)
- Obizzo (*? †?), margravio della Liguria.